# Paul-Joseph Delcloche
Paul-Joseph Delcloche, né à Namur le 20 janvier 1716 et mort à Liège le 24 mai 1755 , est un artiste peintre et décorateur néerlandais. Avec Théodore-Edmond Plumier, Jean-Baptiste Coclers, Nicolas Henri Joseph de Fassin, Léonard Defrance et Pierre-Michel de Lovinfosse, Paul-Joseph Delcloche est un des grands peintres baroques et rococo du XVIIIe siècle dans la Principauté de Liège.

## Biographie
Il existe peu d'informations sur la vie de Paul-Joseph Delcloche. Il venait d'une célèbre famille de peintres originaire de Namur. Il est le fils du peintre Pierre Delcloche, le frère du peintre Perpète Delcloche et l'oncle du peintre Pierre-Michel de Lovinfosse. Paul-Joseph a fait ses études à l'Académie royale de peinture et de sculpture à Paris, où son frère aîné était professeur. Selon la tradition, il aurait aussi été l'élève de Lancret.
Delcloche vient ensuite se fixer à Liège où il rencontre les faveurs du prince-évêque Jean-Théodore de Bavière, ainsi que de la noblesse du pays.
Le comte de Horion, notamment, le charge de la décoration de son château de Colonster. Le prince-évêque Jean-Théodore de Bavière le nomme son peintre officiel et le charge également de décorer son palais.

## Œuvres

### Décoration
- Décorations du Palais des Princes-Évêques de Liège (1755)

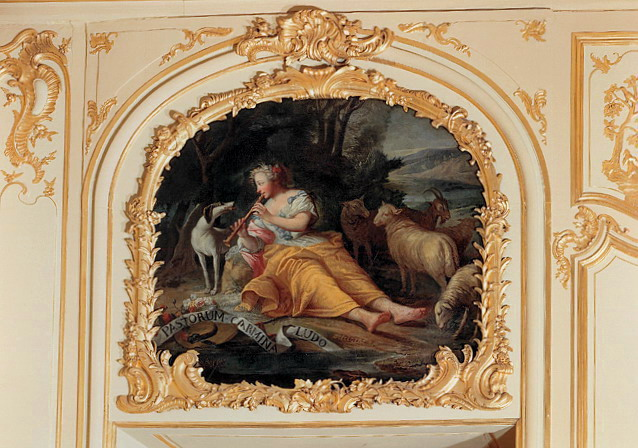
La poésie pastorale
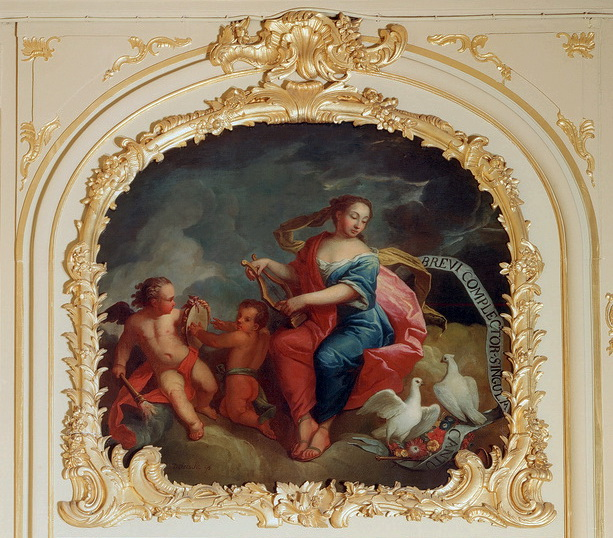
Allégorie de l'Ode
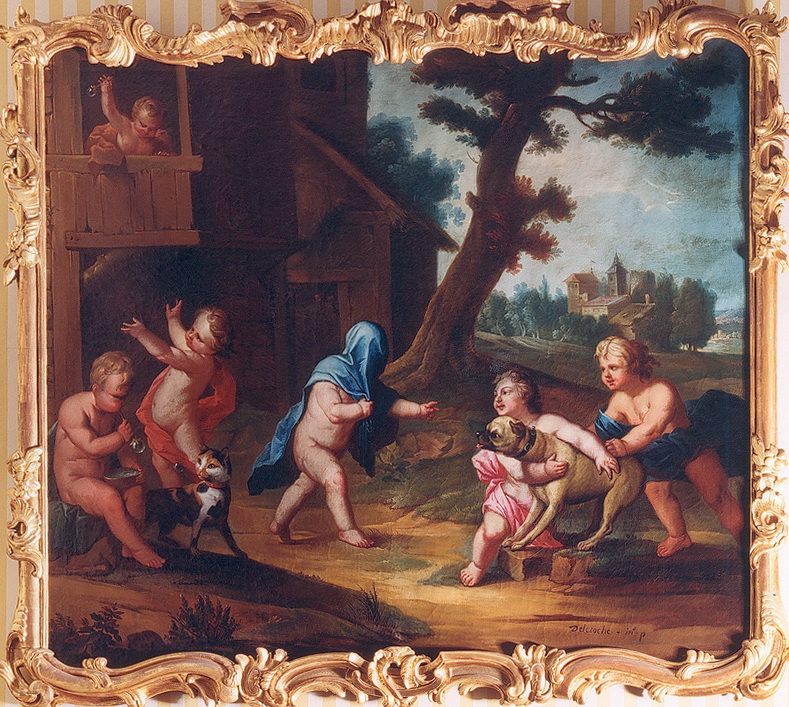
Putti jouant à colin-maillard
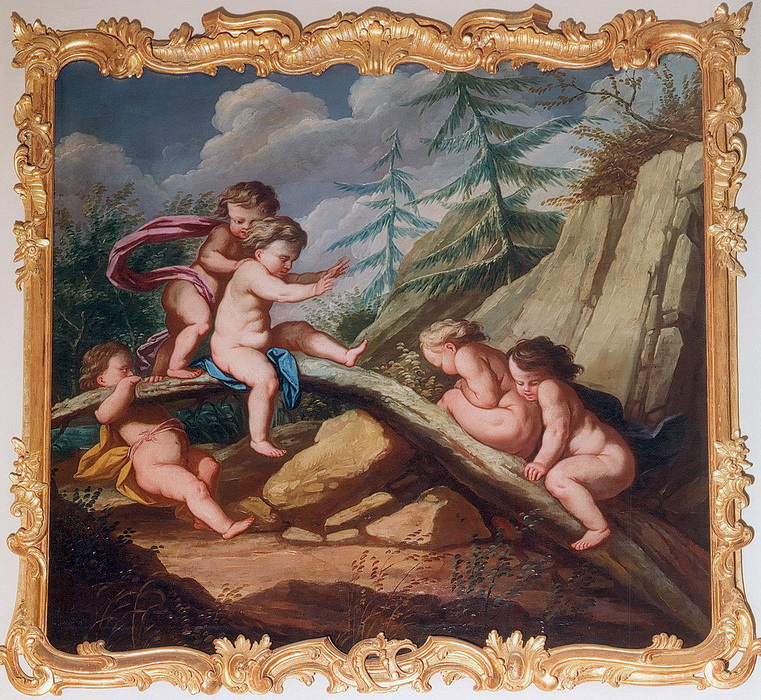
Putti jouant à la balançoire

### Œuvres religieuses
- Suzanne et les vieillards, 1740, La Boverie, Liège
- L'Annonciation, 1755, musée Condé, Chantilly[1]
- Mort de saint Benoît, église Saint-Jacques-le-Mineur, Liège
- Mort de sainte Scholastique, église Saint-Jacques-le-Mineur, Liège
- Indulgence de la Portioncule, Grand Curtius, Liège
- Descente de Croix, Musée des arts décoratifs, Namur

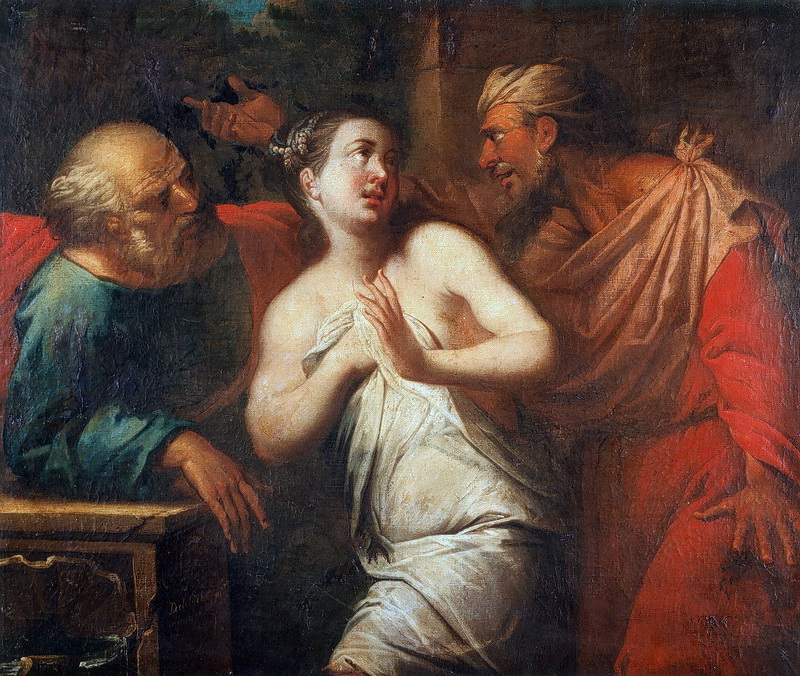
Suzanne et les vieillards
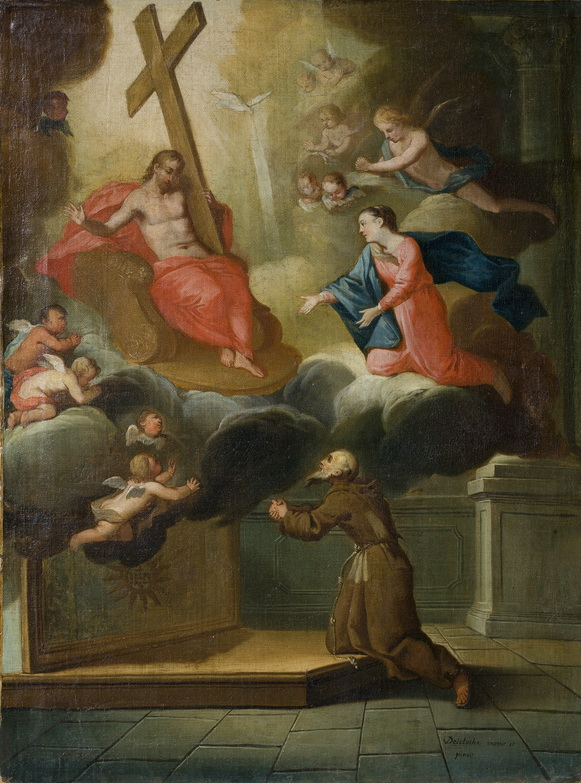
Indulgence de la Portioncule
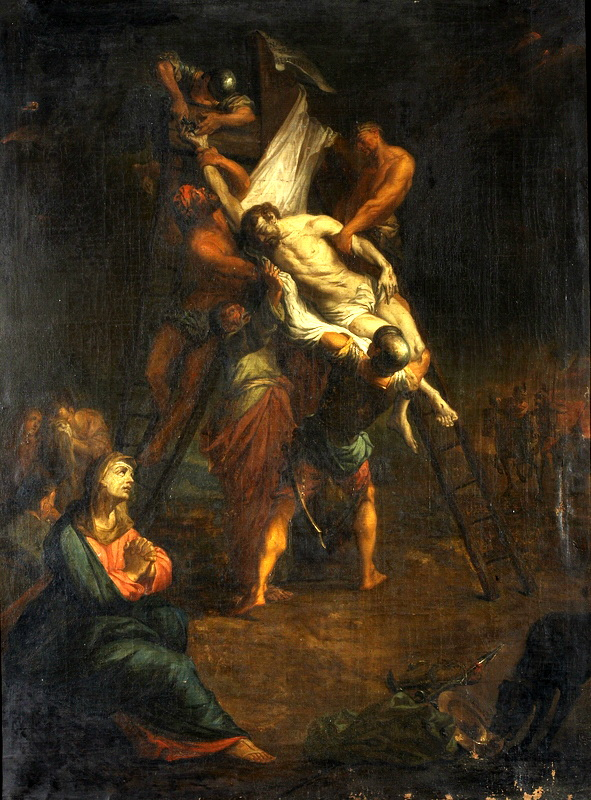
Descente de Croix
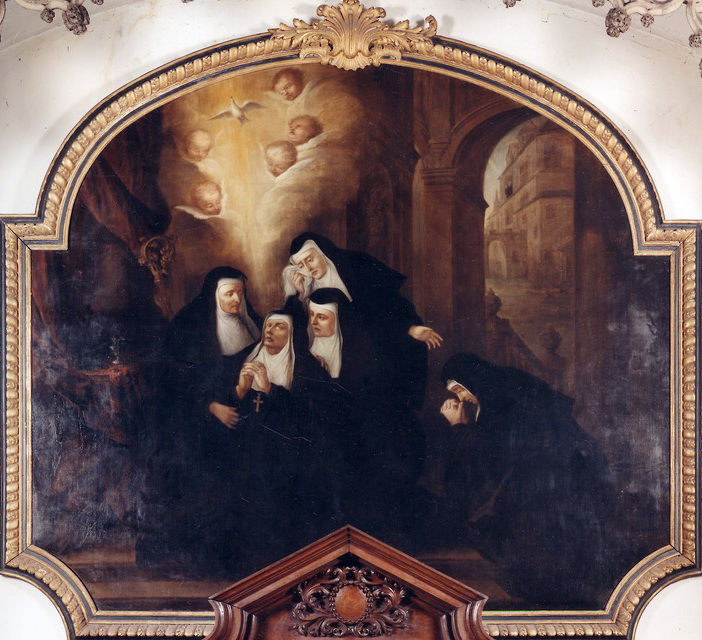
Mort de sainte Scholastique

### Autres œuvres
- Portrait de Jean-Théodore de Bavière, 1746
- Pastorale, 1744, collections artistiques de l'université de Liège
- Le prince-évêque de Liège, Jean-Théodore de Bavière à la chasse, c. 1744-1755, La Boverie, Liège
- Un concert au palais de Seraing (avec le prince-évêque Jean-Théodore de Bavière au violoncelle), c. 1755, Château de Seraing, Seraing
- La famille du comte de Horion, grand mayeur de Liège, La Boverie, Liège
- Famille du comte de Horion, 1749, Grand Curtius, Liège
- Paysage avec femmes dans une barque, collections artistiques de l'université de Liège
- Les buveurs de café, collections artistiques de l'université de Liège
- Les joueurs de tric-trac, collections artistiques de l'université de Liège

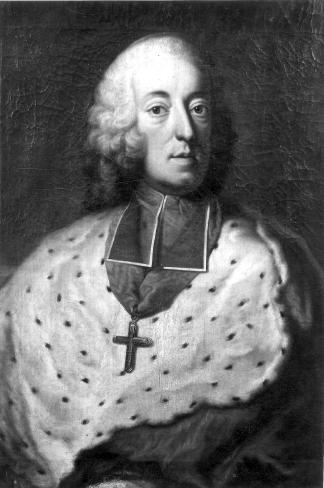
Portrait de Jean-Théodore de Bavière
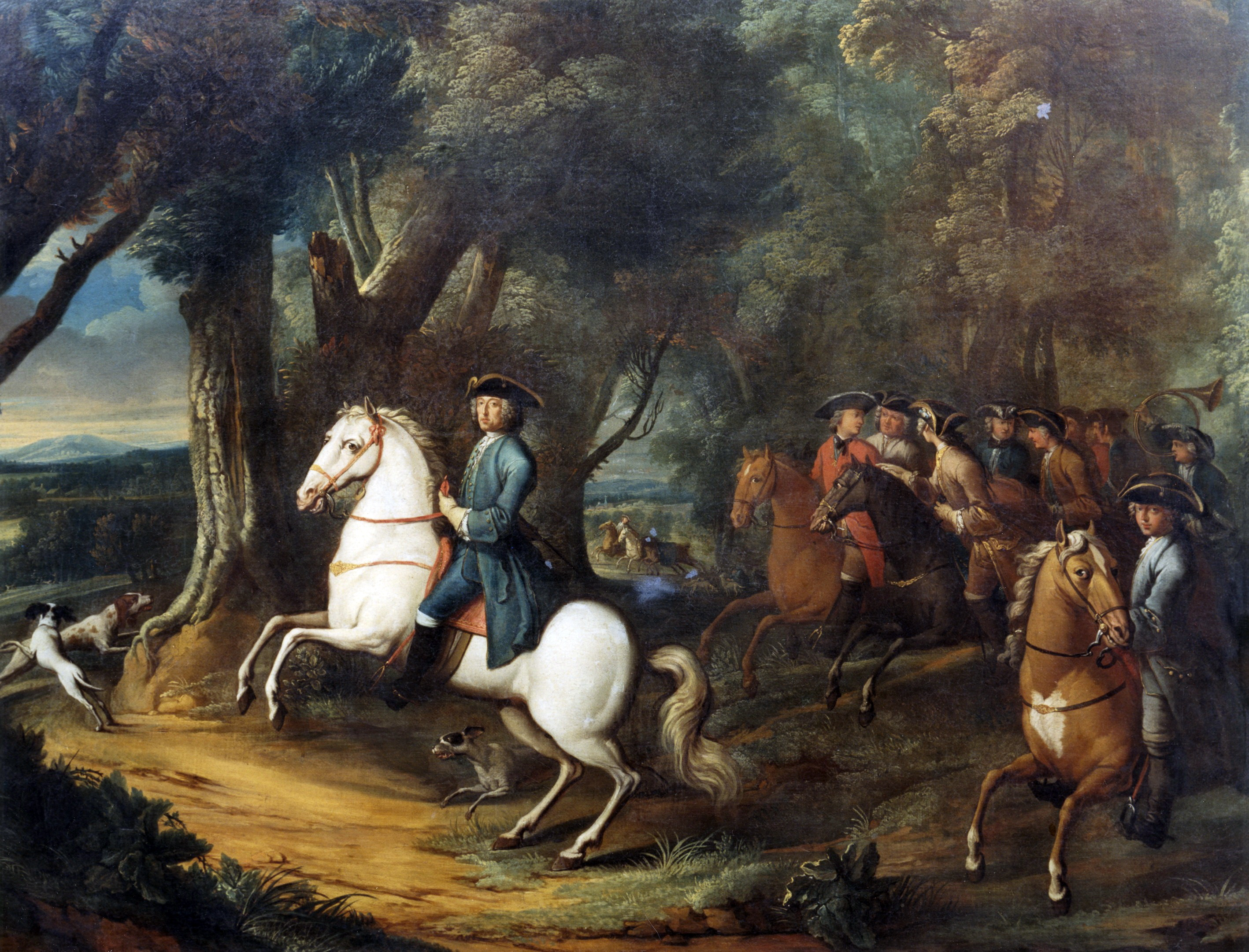
Le prince-évêque de Liège, Jean-Théodore de Bavière à la chasse
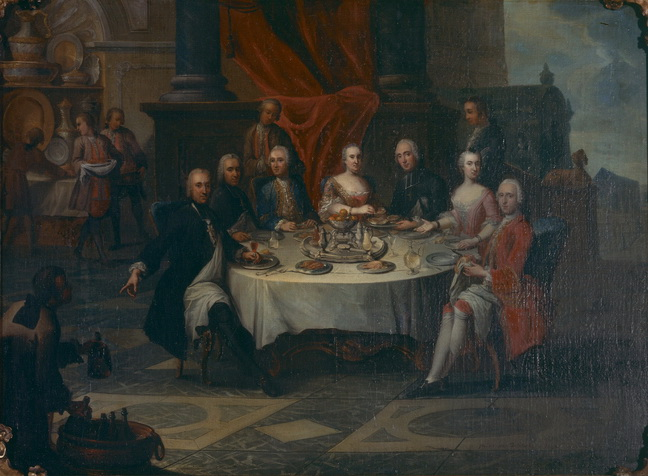
La famille du comte de Horion, grand mayeur de Liège
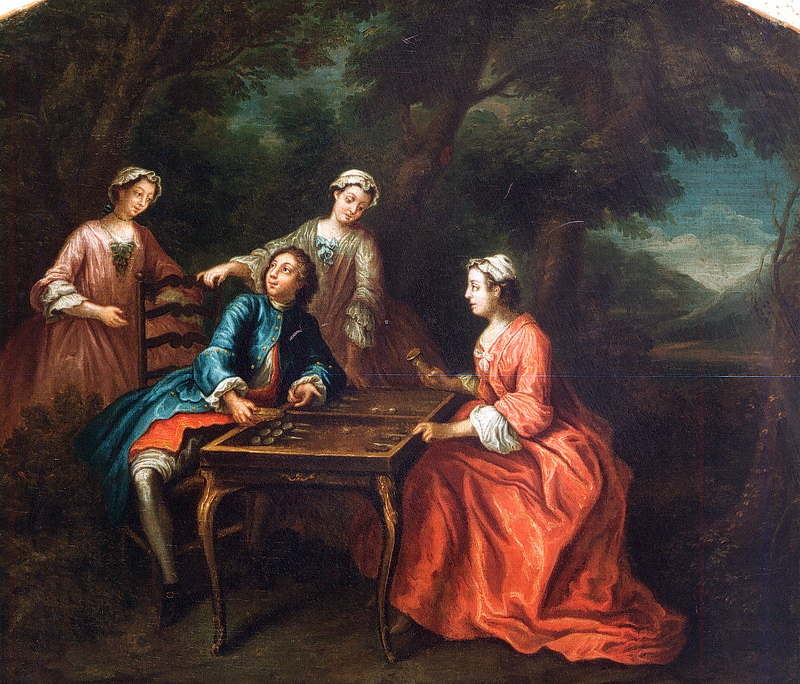
Les joueurs de tric-trac